# NGC 465
NGC 465 ist ein offener Sternhaufen in der kleinen Magellanschen Wolke im Sternbild Tukan. Der offene Sternhaufen NGC 465 wurde am 1. August 1826 von dem schottischen Astronomen James Dunlop entdeckt.